# Liste der britischen Verwalter von Libyen

## DiebritischenVerwalter vonTripolitanien(1942–1951) (ab 1946 unter UN-Aufsicht)
- Maurice Stanley Lush                      1942–1943
- Travers Robert Blackley                   1943–1951

## Die britischen Verwalter derCyrenaica(1941–1951) (ab 1946 unterUN-Aufsicht)
- Stephen Hemsley Longrigg                  1941–1942
- Duncan Cameron Cumming                    1943–1945
- Peter Bevil Edward Acland                 1945–1946
- James William Norris Haugh                1946–1948
- Eric Armar Vully de Candole               1948–1951

## Territorialchef desFezzan(1946–1951) (unter UN-Aufsicht)
- Ahmad Sayaf an-Nasr                       1946–1951

## UN-KommissarfürLibyen(1949–1951)
- Adriaan Pelt (Niederlande)                 1949–1951

1951 Entlassung des Königreichs Libyen in die Unabhängigkeit